# Vital Moreira
Pour les articles homonymes, voir Moreira.
Vital Moreira (né le 8 novembre 1944 à Anadia, au Portugal) est un homme politique membre du Parti socialiste portugais et député européen de 2009 à 2014.

## Carrière juridique
Vital Moreira obtient une Maîtrise de droit puis un Doctorat sciences juridico-politiques à l'Université de Coïmbre, où il enseigne ensuite en tant que professeur associé. Il est juge à la Cour constitutionnelle portugaise entre 1983 et 1989.

## Parcours en politique portugaise
Vital Moreira est député à l'Assemblée constituante (1975-1976) qui instaure la IIIe République après la Révolution des Œillets qui met fin à la dictature de Salazar. Il est ensuite élu à plusieurs reprises député à l'Assemblée de la République, de 1976 à 1982 et de 1996 à 1997. 

Il est élu eurodéputé lors des élections européennes de 2009.

## Parcours en tant que député européen
Il siège au sein du Groupe de l'Alliance progressiste des socialistes et démocrates au Parlement européen, dont fait partie le Parti socialiste européen. Il est d’ailleurs lui-même membre de ce parti, qui fédère les partis socialistes nationaux en un parti politique européen. 
Lors de la septième mandature, de 2009 à 2014, il préside la Commission du commerce international et à ce titre, il est membre de la Conférence des présidents des commissions. Vital Moreira est également membre de la délégation pour les relations avec le Parlement panafricain et de la délégation à l'Assemblée parlementaire paritaire ACP-UE. Il est enfin suppléant à la Commission des affaires constitutionnelles.